# Kretania allardii
Kretania allardii is een vlinder uit de familie van de Lycaenidae. De wetenschappelijke naam van de soort is, als Lycaena allardi, voor het eerst gepubliceerd in 1874 door Charles Oberthür.
De soort komt voor in Marokko en Algerije.